# Thomas Farnall
Thomas Farnall (1874–1927), thường biết đến với tên gọi Tot Farnall, là một cầu thủ bóng đá người Anh có 70 lần ra sân ở Football League thi đấu ở vị trí wing half cho Small Heath và Bradford City. Ông thi đấu trong trận đầu tiên của Bradford City ở Giải vô địch, trong thất bại 2–0 trước Grimsby Town, và tiếp tục thi đấu 25 trận trong mùa giải đầu tiên với câu lạc bộ. Ông cũng thi đấu tại Southern League cho Bristol Rovers và Watford.
Farnall sinh ra và mất ở Birmingham.